# Шамс ад-Дін Мухаммад II
Шамс ад-Дін Мухаммад II (*д/н — 1330) — 6-й малік Держави Куртів у 1329—1330 роках. Відомий також як Шамс ад-Дін III.

## Життєпис
Старший син маліка Гіяс ад-Діна. Відомостей про нього обмаль. 1329 року після смерті батька спадкував владу. Загалом продовжив його політику, маневруючи між Чагатайським улусом і Державою Хулагуїдів. Також продовжив зміцнення Герату та інших міст.
1330 року помер під час епідемії чуми, що почалася розгортатися у Центральній Азії. Йому спадкував брат Хафіз.